# Jakub Giertl
Jakub Giertl (* 16. března 1986) je slovenský fotbalový brankář, který působí od roku 2012 v klubu FC Lokomotíva Košice.
Mimo Slovensko působil na klubové úrovni v Polsku.